# Życie (журнал)
«Жиче» (пол. Życie — Жизнь) — иллюстрированный польский общественно-научный, литературно-художественный еженедельный журнал, издававшийся с 1897 по 1900 год в Кракове и Львове.

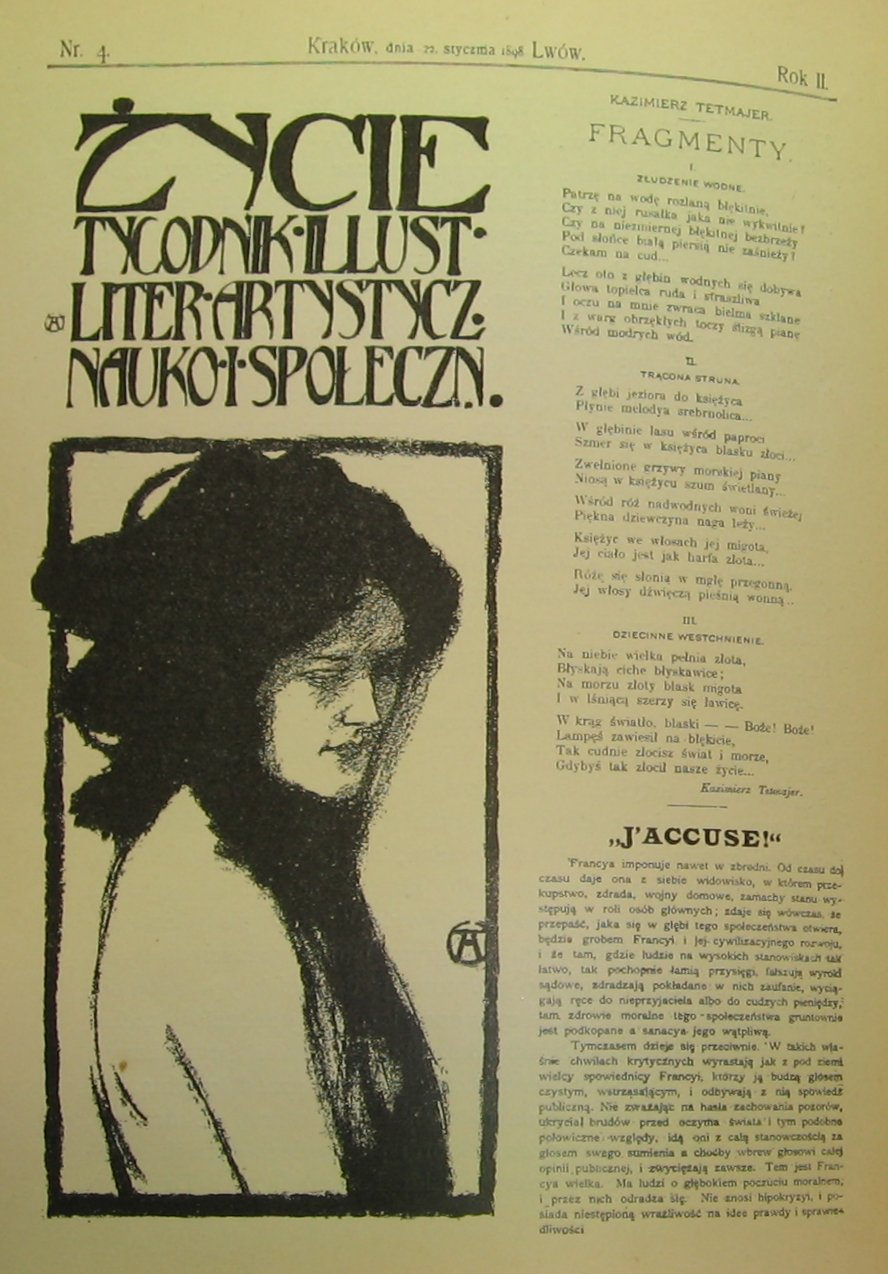
Первая страница журнала за январь 1898 г.

Основан поэтом-модернистом, писателем, публицистом и журналистом Людвигом Щепаньским.
Вначале не имело художественного профиля и публиковало статьи по социальным, национально-политическим и другим вопросам, социалистической направленности. В числе сотрудников журнала были в этот период времени Казимеж Келлес-Крауз, Изабелла Мощенская, Вильгельм Фельдман и другие.
Из-за финансовых проблем Людвиг Щепаньский отказался от журнала и передал его литератору Игнацы Мациевскому, а тот позже Станиславу Пшибышевскому.
Новый редактор принял решение полностью изменить профиль журнала на посвящённый вопросам искусства. «Жиче» стал выходить 2 раза в месяц.
В нём стали печатать произведения как молодого поколения польских писателей, так и авторов старшего поколения. С журналом сотрудничали видные польские писатели, в частности, Адам Аснык, Адольф Дыгасиньский, Габриеля Запольская, Ян Каспрович, Мария Конопницкая, Станислав Пшибышевский, Казимеж Пшерва-Тетмайер.
На страницах журнала появились переводы новой зарубежной литературы — французской, чешской, скандинавской.
Журнал был богато иллюстрирован, в его публикации принимали участие многие художники, связанные с символизмом и импрессионизма, в частности, Станислав Выспяньский, заведующий отделом иллюстрации.
На страницах редактируемого С. Пшибышевским журнала в 1898 году состоялась дискуссия о новом искусстве, под названием «Дезинфекция европейских течений» (Dezynfekcja prądów europejskich) С. Щепановского, которая привела к публикации в «Жиче» ответа критика Артура Горского с теоретическими изложениями о целях, направлениях и характеристиках нового искусства, в том числе его цикл статей о «Молодой Польше». Эта дискуссия послужила толчком к возникновению течения в литературе, искусстве и музыке, связанного с проникновением модернизма в польскую культуру под названием «Молодая Польша».
Из-за нападок цензуры австро-венгерских властей журнал в январе 1900 года перестал выходить в свет.